# Sistemas híbridos inteligentes
En la programación software, sistemas híbridos inteligentes denotan a los sistemas software que emplean, en paralelo, una combinación de modelos de vida artificial, métodos y técnicas de estos subcampos como:
- programación neuro-fuzzy;
- sistemas difusos expertos;
- sistemas conexionistas expertos;
- redes neuronales evolutivas;
- sistemas Genetic-Fuzzy-Neural;
- sistemas difusos genéticos (Míchigan, Pittsburg, Incremental);
- rough fuzzy y sistemas rough fuzzy, también llamado hibridación rough fuzzy;
- aprendizaje por reforzamiento de algoritmos genéticos de diferencias temporales (en inglés, temporal difference genetic algorithm reinforcement learning, TDGAR);
- aprendizaje de algoritmos genéticos difusos (genetic algorithm fuzzy reinforcement learning, GAFRL);
- aprendizaje de refuerzo con métodos difusos, neurales o evolutivos, así como métodos de razonamiento simbólico;
- programación simbólica y conocimiento/regla-basada (knowledge/rule-based).

Desde la perspectiva de la ciencia cognitiva, cada sistema inteligente natural es un híbrido porque éstos desarrollan operaciones mentales tanto en niveles simbólicos como sub-simbólicos. Desde hace pocos años se ha ido desarrollando una discusión sobre la importancia en la inteligencia artificial de la integración de todos éstos sistemas. Basados en las nociones de que se habían ya creado simples y específicos sistemas de inteligencia artificial (como sistemas para la visión de computadores, síntesis del habla, etc., o software que emplean alguno de los modelos mencionados arriba) algunos autores proponen a que es ahora el momento de la integración para crear complejos, grandes sistemas de inteligencia artificial. Investigadores destacados sobre estas ideas son Marvin Minsky, Aaron Sloman, Deb Roy, Kristinn R. Thórisson y Michel Arbib.
La metodología de diseño creacionista (CDM, por sus siglas en inglés) (nótese en su nombre referencias al deseo humano de ser el Arquitecto) es una filosofía de desarrollo software diseñado específicamente para la creación de grandes sistemas A.I. CDM está basado en pasos de diseño iterativos que guíen hacia la creación de una red de llamados módulos interactivos, que se comunican por flujos tipados explícitos y mensajes discretos. La organización Mindmakers es un portal en línea para la gente que trabaja en la integración e incremento de la colaboración en el campo de la inteligencia artificial.
- Datos: Q2652378